# Tour Naberejnaïa
La Tour Naberejnaïa (en russe: Башня на Набережной, qui se traduit par « Tour sur les quais »), est un ensemble de trois bâtiments situés dans le quartier financier de Moskva-City à Moscou, en Russie.
Les trois blocs sont reliés entre eux par le premier étage du sous-sol, le plus haut mesure 268,4 mètres pour 61 étages et a été terminé en août 2007.
- Bloc A : 85 m, 17 étages, fini en 2004.
- Bloc B : 127 m, 27 étages, fini en 2006
- Bloc C : 268 m, 59 étages, fini en 2007. La Tour Naberejnaïa C est le plus haut gratte-ciel d'Europe jusqu'en 2009.

## Galerie

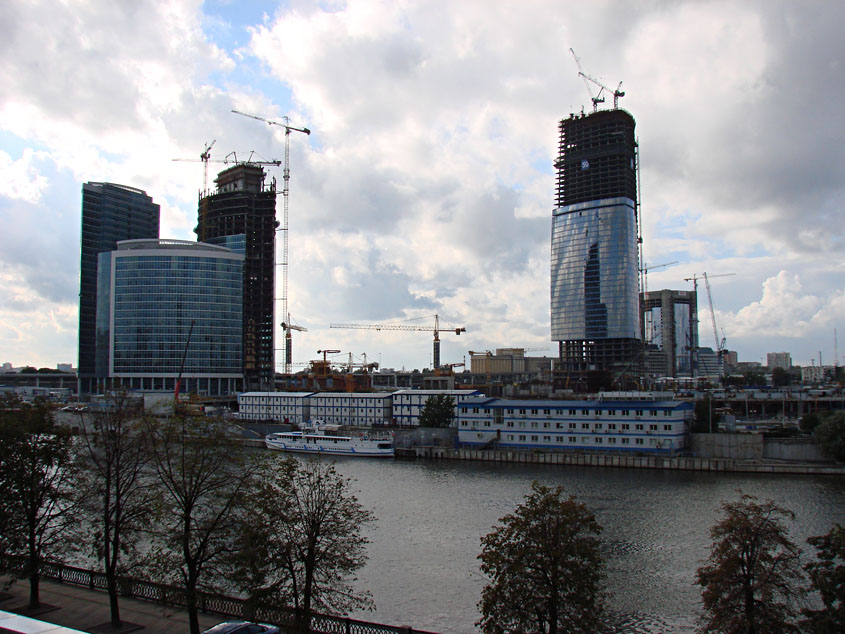
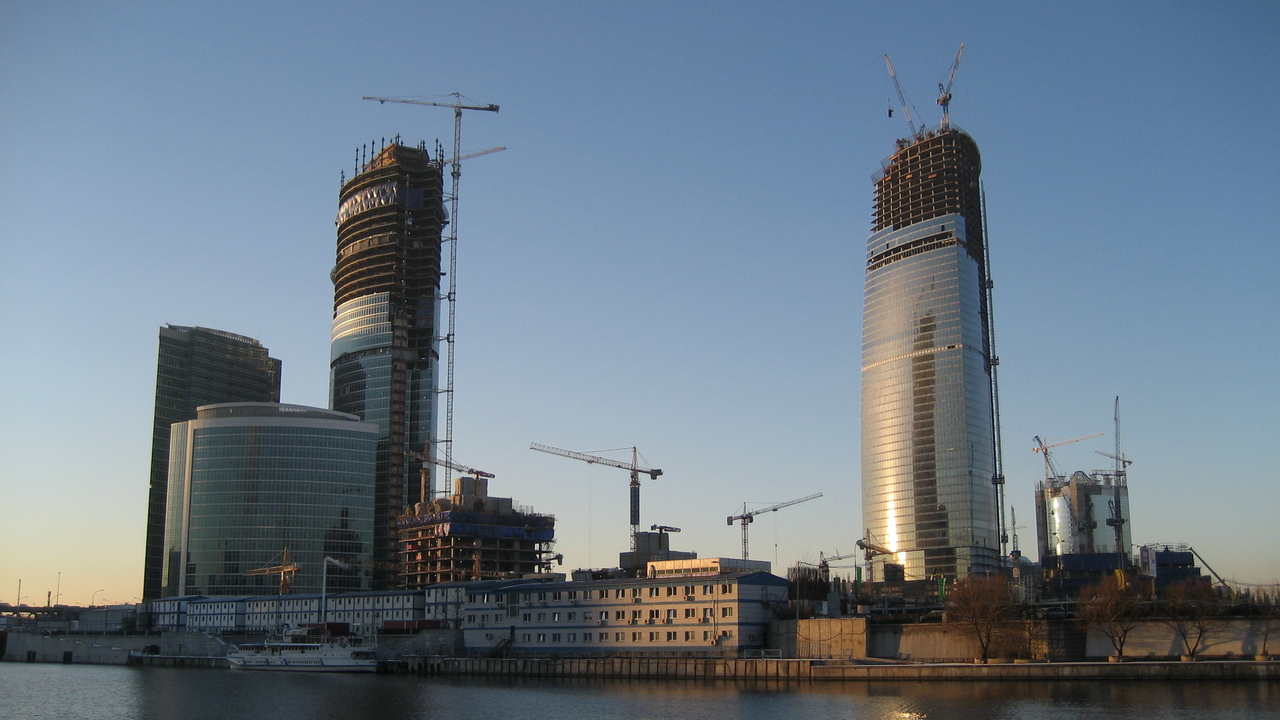
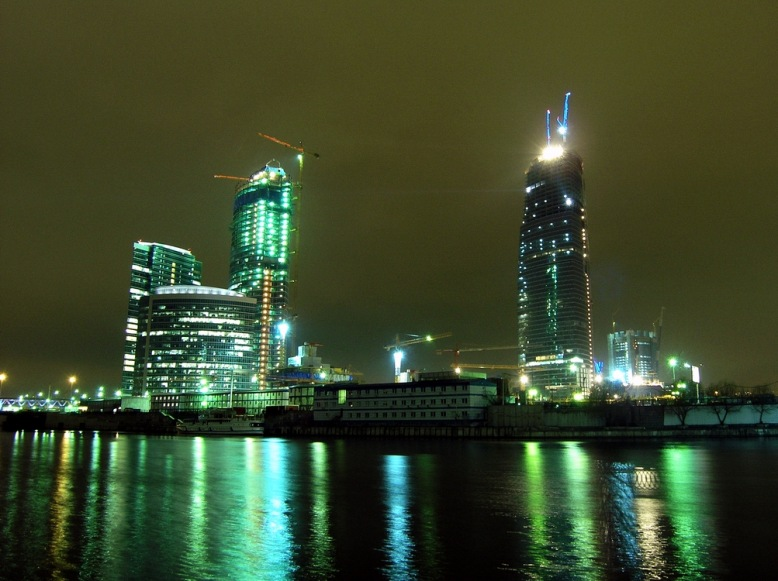